# K-теория
K-теория — математическая теория, изучающая кольца, порождённые векторными расслоениями над топологическими пространствами или схемами. В алгебраической топологии эта обобщённая теория когомологий называется топологической K-теорией. В алгебре и алгебраической геометрии соответствующий раздел называется алгебраической K-теорией. Также она играет важную роль в операторных алгебрах и её можно рассматривать как теорию определенных видов инвариантов больших матриц.
K-теория предполагает построение семейств K-функторов, переводящих топологические пространства или схемы в соответствующие кольца; эти кольца отражают некоторые аспекты структуры исходных пространств или схем.
Как и с функторами в категорию групп, используемой в алгебраической топологии, это функториальное отображение даёт возможность легче вычислить некоторые топологические свойства из отображенных колец, чем из исходных пространств или схем.
Примеры результатов, полученных из подхода K-теории, включают теорему Гротендика — Римана — Роха, периодичность Ботта, теорему индекса Атьи — Зингера и операции Адамса.
В физике высоких энергий K-теория и, в частности, K-теория c кручением используется в теории струн типа II, где было высказано предположение, что они классифицируют D-браны, напряжённости поля Рамонда — Рамонда, а также некоторые спиноры на обобщенных комплексных многообразиях.
В физике конденсированного состояния K-теория была использована для классификации 
топологических изоляторов, сверхпроводников и устойчивых поверхностей Ферми.

## Конструкция Гротендика
Конструкция Гротендика является необходимым компонентом для построения K-теории. Пусть  {\displaystyle (A,+')} — моноид. Обозначим через {\displaystyle \sim } следующее отношение эквивалентности на {\displaystyle A\times A:}
{\displaystyle (a_{1},a_{2})\sim (b_{1},b_{2})}
если существует {\displaystyle c\in A,} такое что {\displaystyle a_{1}+'b_{2}+'c=a_{2}+'b_{1}+'c.} Тогда множество {\displaystyle G(A)=A\times A/\sim } имеет структуру группы {\displaystyle (G(A),+)}, где:
{\displaystyle [(a_{1},a_{2})]+[(b_{1},b_{2})]=[(a_{1}+'b_{1},a_{2}+'b_{2})]}
Классы эквивалентности в этой группе следует рассматривать как формальные разности элементов в абелевом моноиде.
Чтобы лучше понять эту группу, рассмотрим некоторые классы эквивалентности абелева моноида {\displaystyle (A,+)}. Обозначим единицу моноида как {\displaystyle 0}. Во-первых, {\displaystyle (0,0)\sim (n,n)} для любого {\displaystyle n\in A}, так как мы можем положить {\displaystyle c=0} и применить равенство из соотношения эквивалентности, чтобы получить {\displaystyle n=n}. Это означает
{\displaystyle [(a,b)]+[(b,a)]=[(a+b,a+b)]=0}
следовательно, у нас есть аддитивный обратный для каждого элемента в {\displaystyle G(A)}. Поэтому на классы эквивалентности {\displaystyle [(a,b)]\in G(A)} можно смотреть как на формальные разности {\displaystyle a-b}. Другим полезным наблюдением является инвариантность классов эквивалентности при масштабировании:
{\displaystyle (a,b)\sim (a+k,b+k)} для всех {\displaystyle k\in A}
Конструкцию Гротендика можно рассматривать как функтор {\displaystyle G:\mathbf {AbMon} \to \mathbf {AbGrp} }. Он сопряжён слева по отношению к соответствующему забывающему функтору {\displaystyle U:\mathbf {AbGrp} \to \mathbf {AbMon} .} Другими словами, если {\displaystyle A}—абелев моноид, {\displaystyle B}—абелева группа, то каждому гомоморфизму абелевых моноидов {\displaystyle \phi :A\to U(B)} можно сопоставить единственный гомоморфизм групп {\displaystyle G(A)\to B}.
Наглядным примером для рассмотрения является абелев моноид {\displaystyle \mathbb {N} } — множество натуральных чисел. Мы можем видеть, что {\displaystyle G((\mathbb {N} ,+))=(\mathbb {Z} ,+)}. Для любой пары {\displaystyle (a,b)} мы можем найти минимальный представитель {\displaystyle (a',b')}, используя инвариантность при масштабировании. Например,
{\displaystyle (4,6)\sim (3,5)\sim (2,4)\sim (1,3)\sim (0,2)}
Вообще, если мы положим {\displaystyle k=\min\{a,b\}}, то найдем, что
{\displaystyle (a,b)\sim (a-k,b-k)}, которое имеет форму {\displaystyle (c,0)} или {\displaystyle (0,d).}
Это показывает, что мы можем рассматривать {\displaystyle (a,0)} как положительные целые числа, а {\displaystyle (0,b)} — как отрицательные целые числа.

## Определения
Существует ряд основных определений K-теории: два из топологии и два из алгебраической геометрии.
Пусть {\displaystyle X} — компактное хаусдорфово топологическое пространство. Обозначим как {\displaystyle {\text{Vect}}(X)} множество конечномерных векторных расслоений над {\displaystyle X} с точностью до изоморфизма, и пусть класс изоморфизма векторного расслоения {\displaystyle \pi :E\to X} обозначается {\displaystyle [E]}. Так как классы изоморфизма 
векторных расслоений ведут себя хорошо по отношению к прямым суммам, мы можем определить прямую сумму двух элементов {\displaystyle {\text{Vect}}(X)} как
{\displaystyle [E]\oplus [E']=[E\oplus E']}
Ясно, что {\displaystyle ({\text{Vect}}(X),\oplus )} является абелевым моноидом, где единица задается тривиальным векторным расслоением {\displaystyle \mathbb {R} ^{0}\times X\to X}. Тогда мы сможем применить конструкцию Гротендика, чтобы получить абелеву группу из этого абелева моноида. Эта группа называется К-теорией {\displaystyle X} и обозначается {\displaystyle K^{0}(X)}.
Теорема Серра—Свана позволяет дать альтернативное описание векторных расслоений как проективных модулей над кольцом {\displaystyle C^{0}(X;\mathbb {C} )} непрерывных комплекснозначных функций на {\displaystyle X.} Затем их можно отождествить с идемпотентными матрицами в некотором кольце матриц {\displaystyle M_{n\times n}(C^{0}(X;\mathbb {C} ))}. Мы можем определить классы эквивалентности идемпотентных матриц и образовать абелев моноид {\displaystyle {\textbf {Idem}}(X)}. Его конструкция Гротендика также называется {\displaystyle K^{0}(X)}.
В алгебраической геометрии та же конструкция может быть применена к алгебраическим векторным расслоениям над гладкими схемами. Также есть альтернативная конструкция для любой нётеровой схемы {\displaystyle X}. А именно, на множестве {\displaystyle \operatorname {Coh} (X)} классов изоморфизма когерентных пучков на {\displaystyle X} можно ввести отношение эквивалентности: {\displaystyle [{\mathcal {E}}]=[{\mathcal {E}}']+[{\mathcal {E}}'']} если есть короткая точная последовательность
{\displaystyle 0\to {\mathcal {E}}'\to {\mathcal {E}}\to {\mathcal {E}}''\to 0.}
Это дает группу {\displaystyle K_{0}(X)}, которая изоморфна {\displaystyle K^{0}(X)}, если схема {\displaystyle X} гладкая. На группе {\displaystyle K_{0}(X)} также есть структура кольца, определяемая как
{\displaystyle [{\mathcal {E}}]\cdot [{\mathcal {E}}']=\sum (-1)^{k}\left[\operatorname {Tor} _{k}^{{\mathcal {O}}_{X}}({\mathcal {E}},{\mathcal {E}}')\right].}
Используя теорему Гротендика — Римана — Роха, мы имеем, что
{\displaystyle \operatorname {ch} :K_{0}(X)\otimes \mathbb {Q} \to A(X)\otimes \mathbb {Q} }
является изоморфизмом колец. Следовательно, мы можем использовать {\displaystyle K_{0}(X)} для теории пересечений.

## Ранняя история
Можно сказать, что эта тема начинается с Александра Гротендика (1957), который использовал его для формулировки своей теоремы Гротендика — Римана — Роха. Название "K-теория" происходит от немецкого "Klasse" ("класс"). Гротендик исследовал когерентные пучки на алгебраическом многообразии "X". Вместо того, чтобы работать непосредственно с пучками, он определил группу, используя классы изоморфизма пучков как образующие, с соотношением, которое идентифицирует любое расширение двух пучков с их суммой. Получившаяся группа называется " K (X)", когда рассматриваются только локально свободные пучки, или "G (X)", когда все пучки когерентные. Любая из этих двух конструкций называется группой Гротендика "K (X)" имеет когомологическое поведение и "G (X)" имеет гомологическое поведение.
Если " X " - гладкое многообразие, то эти две группы одинаковы. Если это гладкое аффинное многообразие, то все расширения локально свободных пучков расщепляются, таким образом, у группы есть альтернативное определение.
В топологии, применяя ту же конструкцию к векторным расслоениям, Майкл Атья и Фридрих Хирцебрух определили "K(X)" для топологического пространства "X" в 1959 году и используя теорему о периодичности Ботта они сделали ее основой расширенной теории когомологий. Это сыграло важную роль во втором доказательстве теоремы Атьи — Зингера об индексе (около 1962 года). Кроме того, этот подход привел к некоммутативной K-теории для C*-алгебр.
Уже в 1955 году Жан-Пьер Серр использовал параллель между векторными расслоениями и проективными модулями для формулировки гипотезы Серра, которая утверждает, что каждый конечно порожденный проективный модуль над кольцом многочленов является 
свободным; это утверждение оказалось верным, но было доказано лишь 20 лет спустя.
(Теорема Серра — Свана является еще одним аспектом этой аналогии.)

## Дальнейшее развитие
Другим историческим источником алгебраической K-теории была работа Дж. Г. К. Уайтхеда и соавторов о том, что позже стало известно как кручение Уайтхеда.
Затем последовал период, в течение которого были даны различные частичные определения "высших функторов K-теории". Наконец, два полезных и эквивалентных определения были даны Даниэлем Квилленом с использованием теории гомотопий в 1969 и 1972 гг. Вариант был также дан Фридхельмом Вальдхаузеном для изучения "алгебраической K-теории пространств", которая связана с изучением псевдоизотопий.  Много современных исследований высшей K-теории связаны с алгебраической геометрией и изучением мотивных когомологий.
Соответствующие конструкции, задействующие вспомогательную квадратичную форму, получили название L-теории. Это главный инструмент хирургии Морса.
В теории струн, классификация К-теории натяжений полей Рамонда — Рамонда и зарядов стабильных D-бран впервые была предложена в 1997 году.

## Примеры
- Самый простой пример группы Гротендика — это группа Гротендика точки {\displaystyle {\text{Spec}}(\mathbb {F} )} для поля {\displaystyle \mathbb {F} }. Поскольку векторное расслоение над этим пространством является просто конечномерным векторным пространством, который является свободным объектом в категории когерентных пучков (следовательно, и проективным), моноид классов изоморфизма является {\displaystyle \mathbb {N} }, в соответствии с размерностью векторного пространства. Соответствующая группа Гротендика равна {\displaystyle \mathbb {Z} }.
- Одним из важных свойств группы Гротендика нётеровой схемы {\displaystyle X} является то, что {\displaystyle K(X)=K(X_{\text{red}})}[3]. Следовательно, группа Гротендика любой артиновой {\displaystyle \mathbb {F} }-алгебры равна {\displaystyle \mathbb {Z} }.
- Еще одной важной формулой для группы Гротендика является формула проективного расслоения:[4] если {\displaystyle {\mathcal {E}}}—векторное расслоение ранга "r" над нётеровой схемой {\displaystyle X}, то группа Гротендика проективного расслоения {\displaystyle \mathbb {P} ({\mathcal {E}})=\operatorname {Proj} (\operatorname {Sym} ^{\bullet }({\mathcal {E}}^{\vee }))}—это свободный {\displaystyle K(X)} -модуль ранга "r" с базисом {\displaystyle 1,\xi ,\dots ,\xi ^{n-1}}. Эта формула позволяет вычислить группу Гротендика {\displaystyle \mathbb {P} _{\mathbb {F} }^{n}}.

## Приложения

### Виртуальные расслоения
Одним из полезных применений группы Гротендика является определение виртуальных векторных расслоений. Например, если у нас есть вложение гладких пространств {\displaystyle Y\hookrightarrow X}, то есть короткая точная последовательность
{\displaystyle 0\to \Omega _{Y}\to \Omega _{X}|_{Y}\to C_{Y/X}\to 0}
где {\displaystyle C_{Y/X}}—конормальный пучок {\displaystyle Y} в {\displaystyle X}. Если у нас есть особое пространство {\displaystyle Y}, вложенное в гладкое пространство {\displaystyle X}, мы определяем виртуальный конормальный пучок как
{\displaystyle [\Omega _{X}|_{Y}]-[\Omega _{Y}]}
Другое полезное применение виртуальных расслоений связано с определением виртуального касательного расслоения для пересечения пространств: пусть {\displaystyle Y_{1},Y_{2}\subset X}—проективные подмногообразия гладкого проективного многообразия. Тогда мы можем определить виртуальное касательное расслоение их пересечения {\displaystyle Z=Y_{1}\cap Y_{2}} как
{\displaystyle [T_{Z}]^{vir}=[T_{Y_{1}}]|_{Z}+[T_{Y_{2}}]|_{Z}-[T_{X}]|_{Z}.}
Концевич использует эту конструкцию в одной из своих работ.

### Характеры Чженя
Классы Чженя могут быть использованы для построения гомоморфизма колец из топологической K-теории пространства 
в (пополнение) его кольца рациональных когомологий. Символ Чженя "ch" линейного расслоения "L" определяется формулой
{\displaystyle \operatorname {ch} (L)=\exp(c_{1}(L)):=\sum _{m=0}^{\infty }{\frac {c_{1}(L)^{m}}{m!}}.}
В более общем случае, если {\displaystyle V=L_{1}\oplus \dots \oplus L_{n}} является прямой суммой линейных расслоений, с первыми классами Чженя {\displaystyle x_{i}=c_{1}(L_{i}),} характер Чженя определяется аддитивно
{\displaystyle \operatorname {ch} (V)=e^{x_{1}}+\dots +e^{x_{n}}:=\sum _{m=0}^{\infty }{\frac {1}{m!}}(x_{1}^{m}+\dots +x_{n}^{m}).}
Символ Чженя полезен отчасти потому, что он облегчает вычисление класса Чженя тензорного произведения. Символ Чженя используется в формулировки теоремы Хирцебруха — Римана — Роха.

## Эквивариантная K-теория
Эквивариантная алгебраическая K-теория является алгебраической K-теорией, связанной с категорией {\displaystyle \operatorname {Coh} ^{G}(X)} эквивариантных когерентных пучков на алгебраической схеме {\displaystyle X} с действием линейной алгебраической группы 
{\displaystyle G}, через Q-конструкцию Квиллена; таким образом, по определению,
{\displaystyle K_{i}^{G}(X)=\pi _{i}(B^{+}\operatorname {Coh} ^{G}(X)).}
В частности, {\displaystyle K_{0}^{G}(C)} - это Гротендиковская группа {\displaystyle \operatorname {Coh} ^{G}(X)}. Эта теория была разработана Р. У. Томасоном в 1980-х годах. В частности, он доказал эквивариантные аналоги фундаментальных теорем, таких как теорема локализации.